# تشارلز جونز (لاعب كرة سلة مواليد 1957)
تشارلز جونز (بالإنجليزية: Charles Jones)‏ مواليد 3 أبريل 1957 في ماكغيهي، هو لاعب كرة سلة أمريكي معتزل. بدأ مسيرته الاحترافية في سنة 1979. تم اختياره من قبل فريق فينيكس صنز خلال الدرافت. يبلغ طوله 6 قدم 9 بوصة (2.1 م). اعتزل اللعب في 1998. فاز بلقب دوري إن بي إيه. أحرز خلال مسيرته في الإن بي إيه 1826 نقطة بمعدل نقطتان في المباراة الواحدة.

## المسيرة الاحترافية
لعب مع فيلادلفيا سفنتي سيكسرز في سنة 1984، ثم لعب مع شيكاغو بولز في سنة 1984، ثم لعب مع واشنطن ويزاردز في سنة 1993.

## روابط خارجية
- تشارلز جونز على موقع إن بي أي (الإنجليزية)
- تشارلز جونز على موقع سبورتس رفرنس (الإنجليزية)
- تشارلز جونز على موقع ريلجم (الإنجليزية)
- تشارلز جونز على موقع بروبوليرز (الإنجليزية)